# 攀援羊蹄甲
攀援羊蹄甲（学名：Bauhinia scandens），为豆科羊蹄甲属下的一个种。

## 变种
菱果羊蹄甲（学名：Bauhinia scandens var. horsfieldii）为豆科羊蹄甲属攀援羊蹄甲的变种。分布于中南半岛、印度以及中国大陆的海南等地，多生长在半荫蔽的山谷溪边疏林中或开旷的灌丛中，目前尚未由人工引种栽培。

## 扩展阅读
維基物種上的相關：攀援羊蹄甲